# Ernst Gerspach
Ernst Gerspach (* 24. April 1897; † 16. Februar 1974) war ein Schweizer Zehnkämpfer.
Bei den Olympischen Spielen 1920 in Antwerpen wurde er Neunter, bei den Olympischen Spielen 1924 in Paris mit seiner persönlichen Bestleistung von 6743,530 Punkten Sechster.